# Leixões

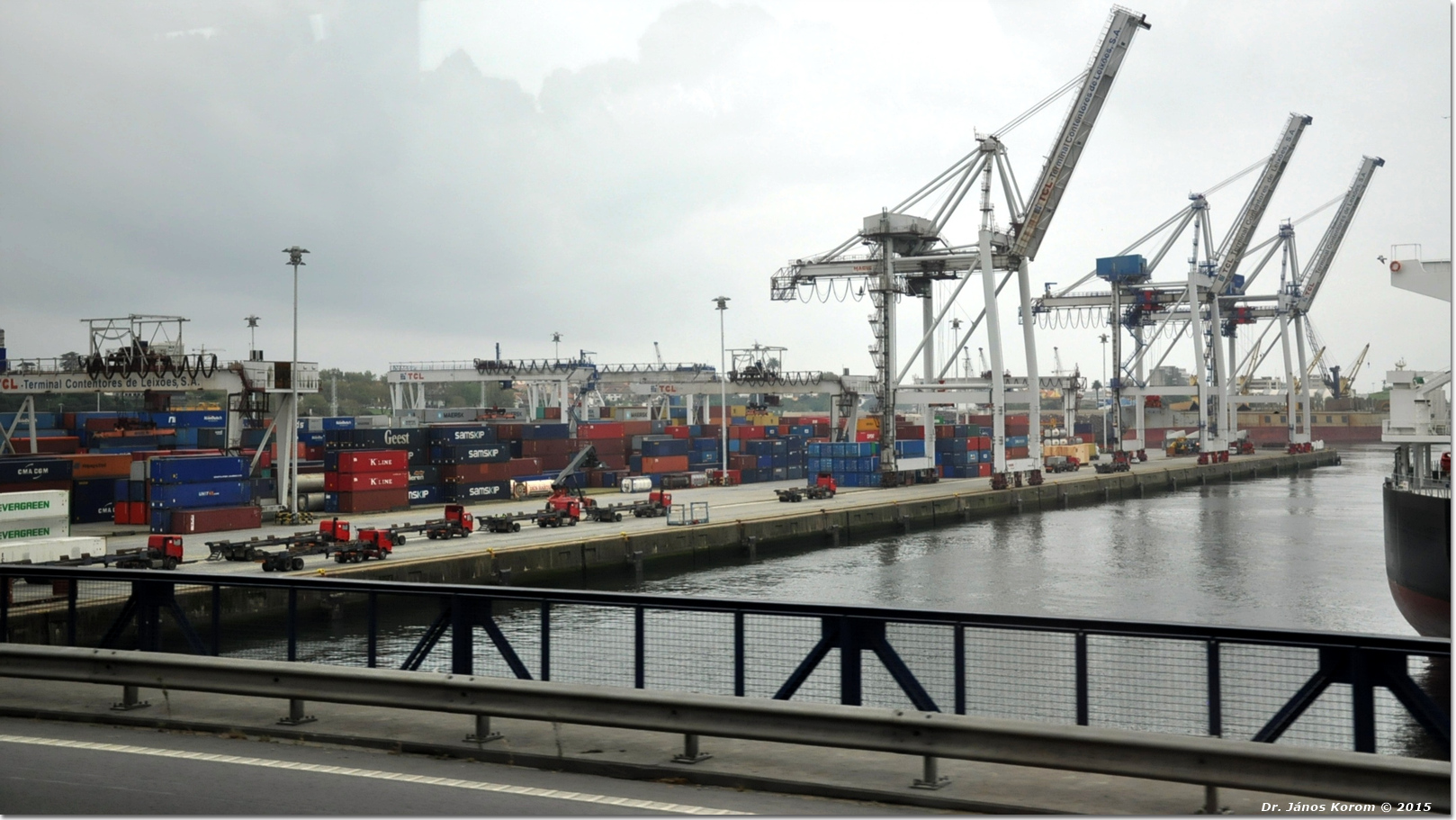
De haven van Leixões in 2015

Leixões (Portugees: Porto de Leixões) is een haven ten noordwesten van Porto, voor de monding van de rivier de Leça, in het gebied van de gemeente Matosinhos, en dient de stad en de omliggende regio van Porto.

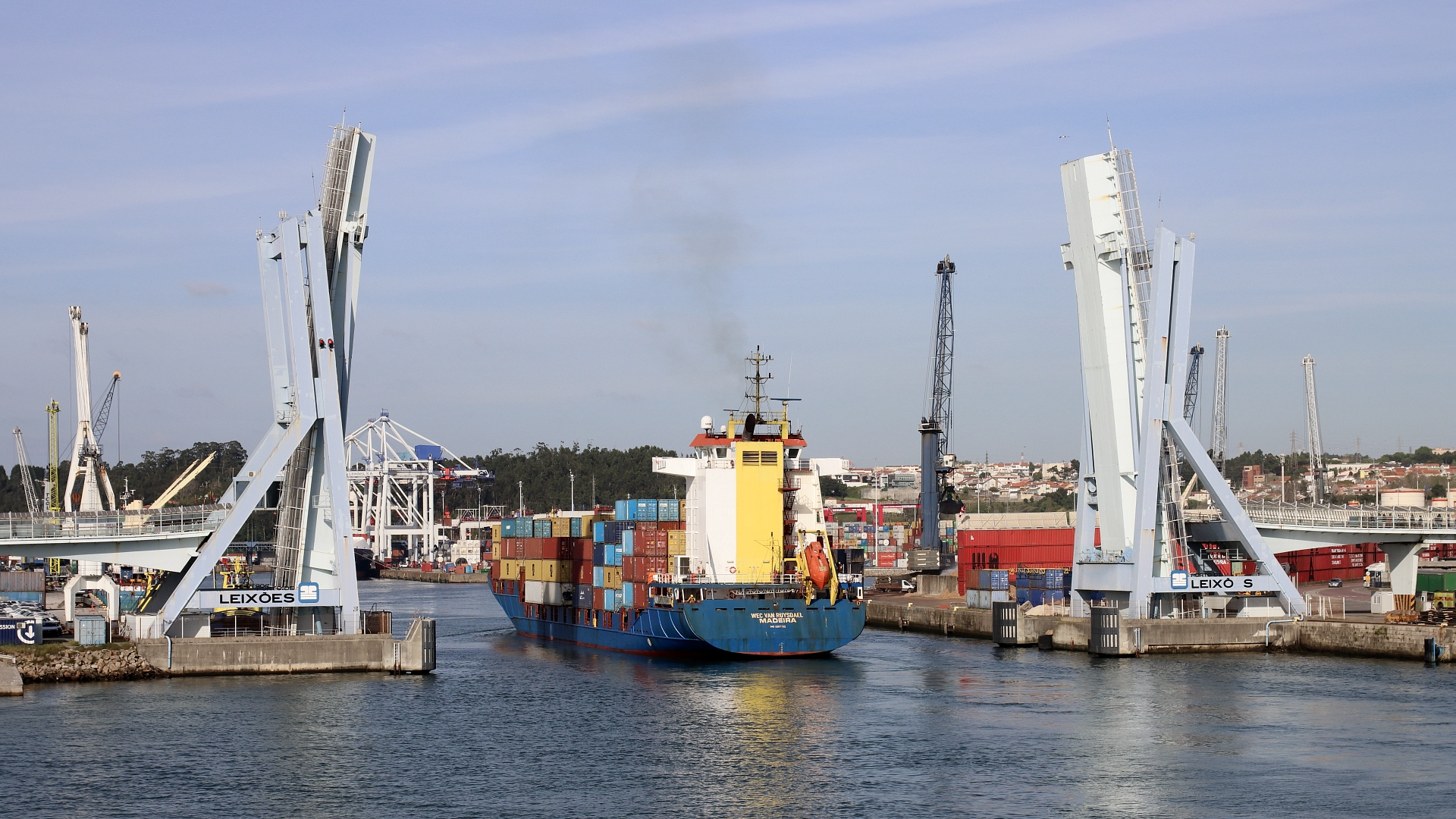
Basculebrug over de binnenhaven

De haven omvat 55 hectare land en 120 hectare wateroppervlak en bevindt zich direct aan de Atlantische Oceaan. Toegang en havenbekkens kunnen worden bereikt, ongeacht het tij. De binnenhaven wordt overspannen door een basculebrug. De haven is ontsloten door een spoorlijn (Linha de Leixões) en verschillende wegen.
De haven werd gebouwd vanaf het einde van de 19e eeuw en verving de verouderde haven aan de rivier de Douro, die stroomt in de Atlantische Oceaan ten westen van Porto. Het was de grootste kunstmatig aangelegde haven van Portugal, tot de aanleg van de haven van Sines in de jaren 1970.

## Goederenafhandeling
De haven heeft vijf kades met lengtes van 400 tot 690 m voor de overslag van stukgoed en vaste en vloeibare bulkgoederen (zoals granen en asfaltproducten). In de olieterminal op de noordelijke golfbreker zijn drie ligplaatsen beschikbaar voor verschillende scheepsmaten tot maximaal 100.000 dwt. De twee containerterminal heeft een lengte van 360 en 540 m. Er is ook een Roro-terminal en een multifunctionele terminal.
Ongeveer 25% van de internationale handel van Portugal loopt over deze haven en ongeveer 15 miljoen ton goederen worden daar een jaar afgehandeld. Het aantal behandelde containers is verviervoudigd tussen 1994 en 2022. Voor de meest recente overslaggegevens wordt verwezen naar de havenbeheerder, APDL (zie onder link naar algemene info).

## Vissershaven

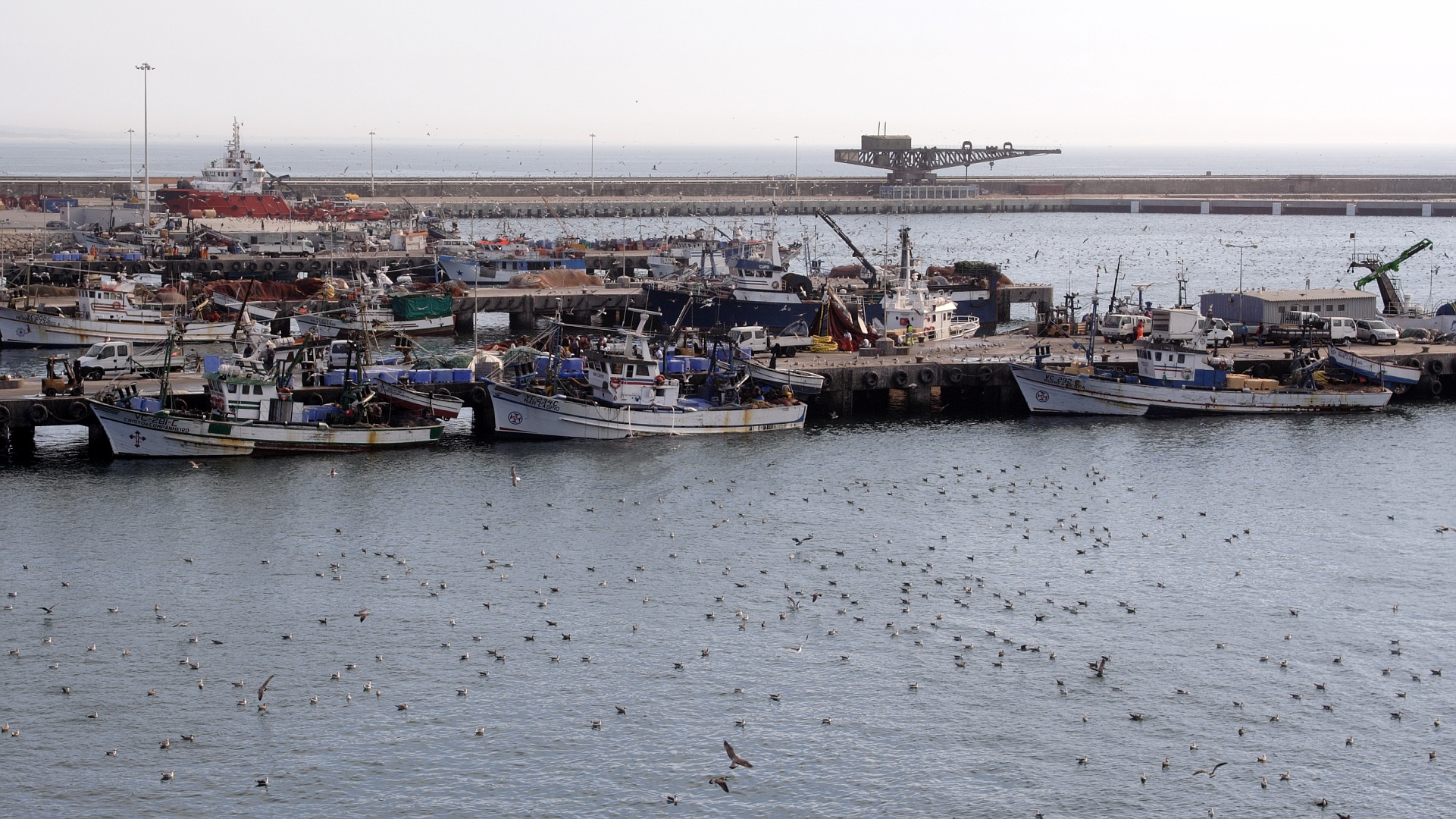
De vissershaven; op de achtergrond is de gerestaureerde kraan te zien

De vissershaven is de belangrijkste sardine-haven van het land. Het heeft drie pieren met een totale lengte van 1.890 m waarop maximaal 46 hektrawlers en 20 andere viskotters tegelijkertijd kunnen aanmeren. Voor de ambachtelijke, kleine visserij zijn drijvende pontons beschikbaar. Het koelhuis heeft een capaciteit van 5.500 ton. Een door de computergestuurd veilingsysteem vereenvoudigt de visverkoop.

## Cruiseterminals

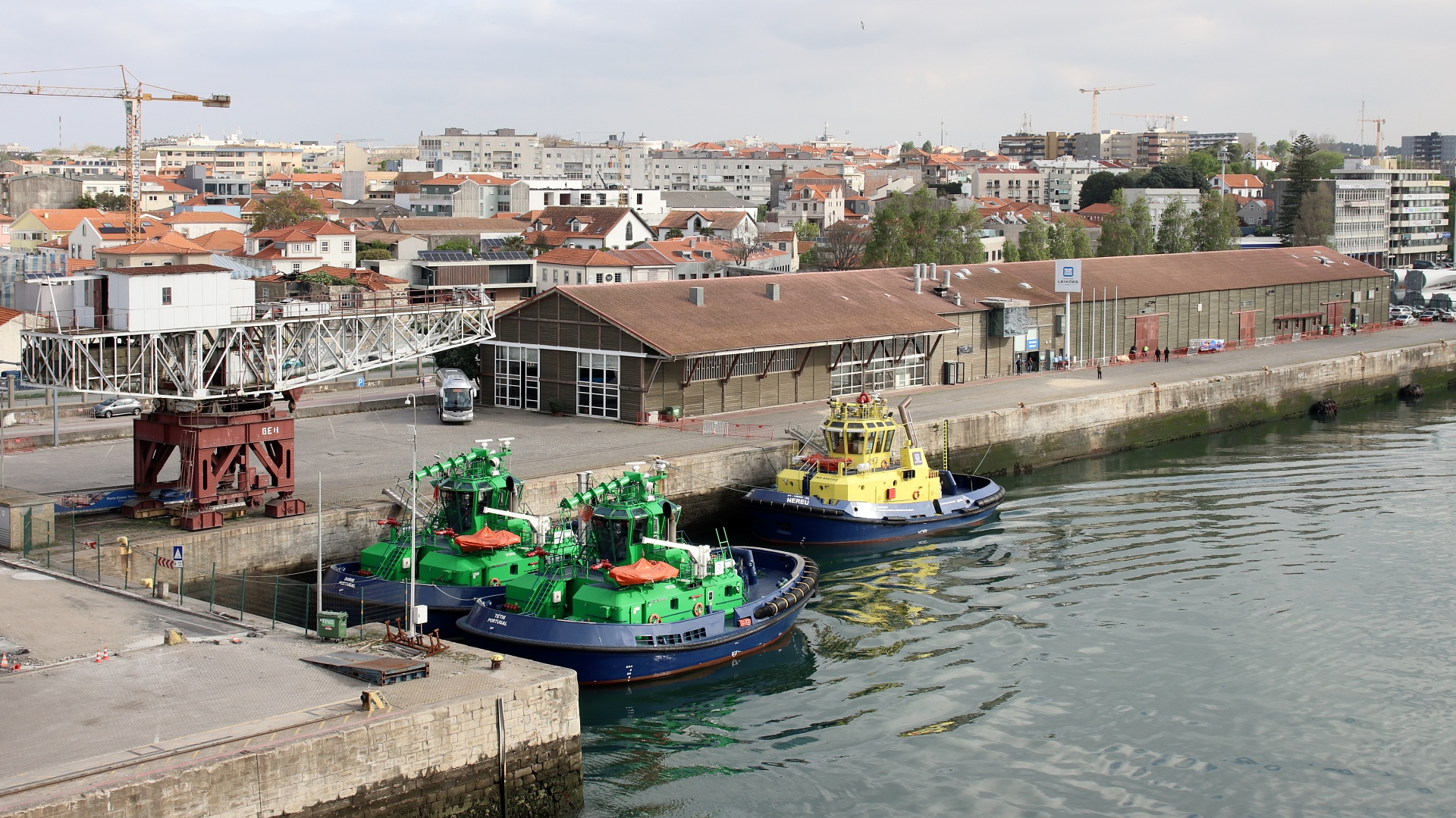
De noordelijke passagiersterminal

De passagiers- en cruiseterminal (Estação de passageiros) werd gebouwd aan de noordkant van het havenbekken in april 1961. De architecten waren Tito Figueiredo en Jorge Gigante. De ligplaats is geschikt voor schepen tot 250 meter lang. De capaciteit is voldoende om 750 passagiers te verwerken. Er is geen capaciteitslimiet voor transitpassagiers. De houtconstructie van het gebouw is een voorbeeld van de architectuur van de jaren zestig en wordt beschouwd als onderdeel van het architecturale en historische erfgoed van de stad Matosinhos.

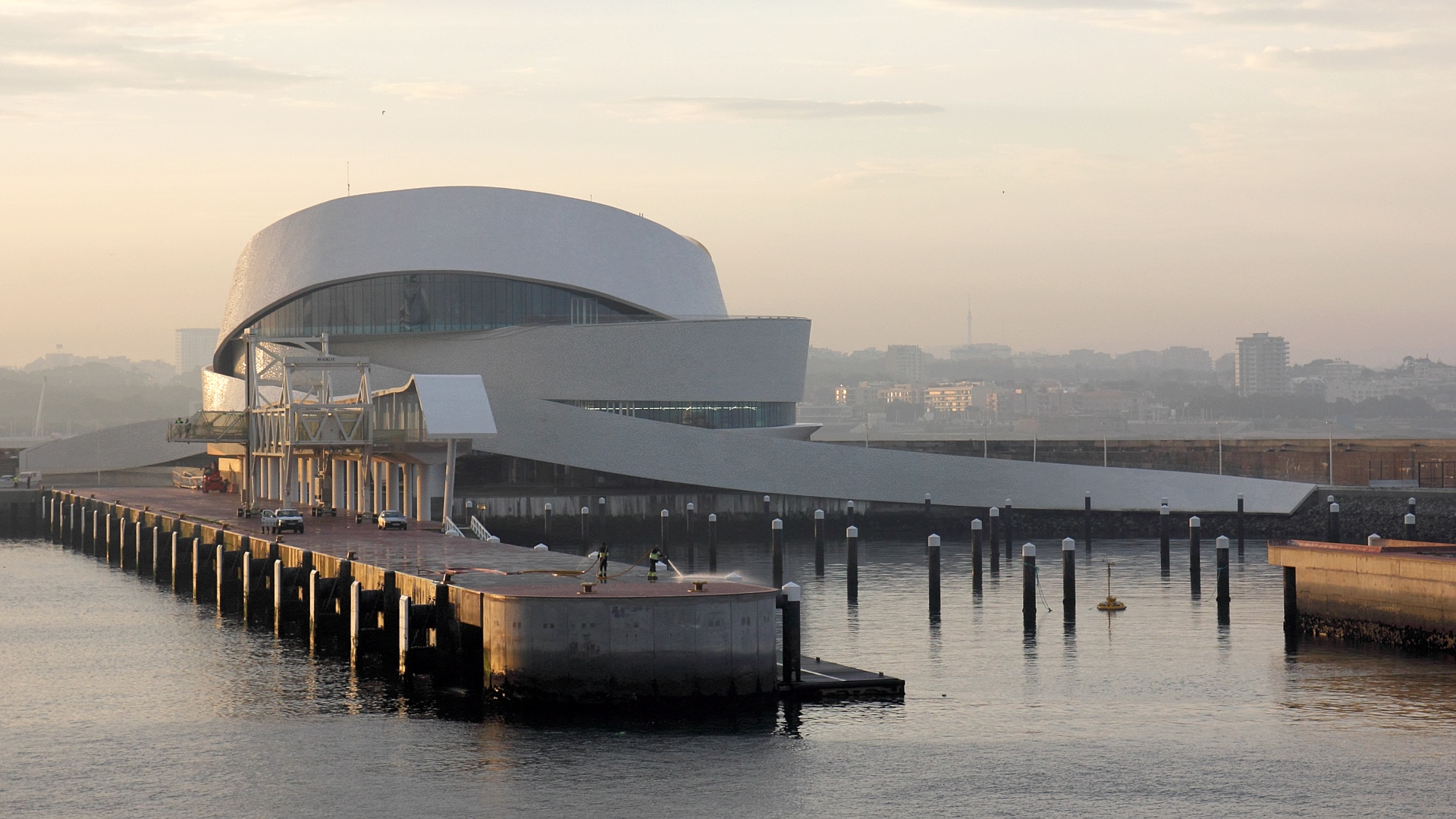
De nieuwe cruiseterminal uit 2015

De cruiseterminal (Terminal de Cruzeiros) werd gebouwd in 2015 volgens plannen van de architect Luís Pedro Silva. Het bevindt zich op de 340 meter lange zuidelijke golfbreker van de haven en is bedoeld om de toeristische sector van de regio te stimuleren vanwege de opvallende verschijning. De totale kosten van het 40 meter hoge gebouw waren ongeveer 50 miljoen euro. De ligplaats is geschikt voor schepen tot 320 meter lang. De capaciteit is voldoende voor het afhandelen van 2500 passagiers. In 2022 werden 108.626 passagiers ontvangen in de twee terminals.
In het hoofdgebouw is het Centro Interdisciplinar de Investigação Marinha e Ambiental (CIIMAR) van de Universiteit van Porto ook gehuisvest.

## Jachthaven
De jachthaven (Doca de Recreio) wordt beheerd door Marina Porto Atlântico. Het heeft 248 permanente ligplaatsen en 4 tot 5 gastplaatsen. De gebruikers hebben drinkwatervoorziening, elektriciteit (laagspanning), brandblussysteem en containers voor afval en olie.

## Geschiedenis

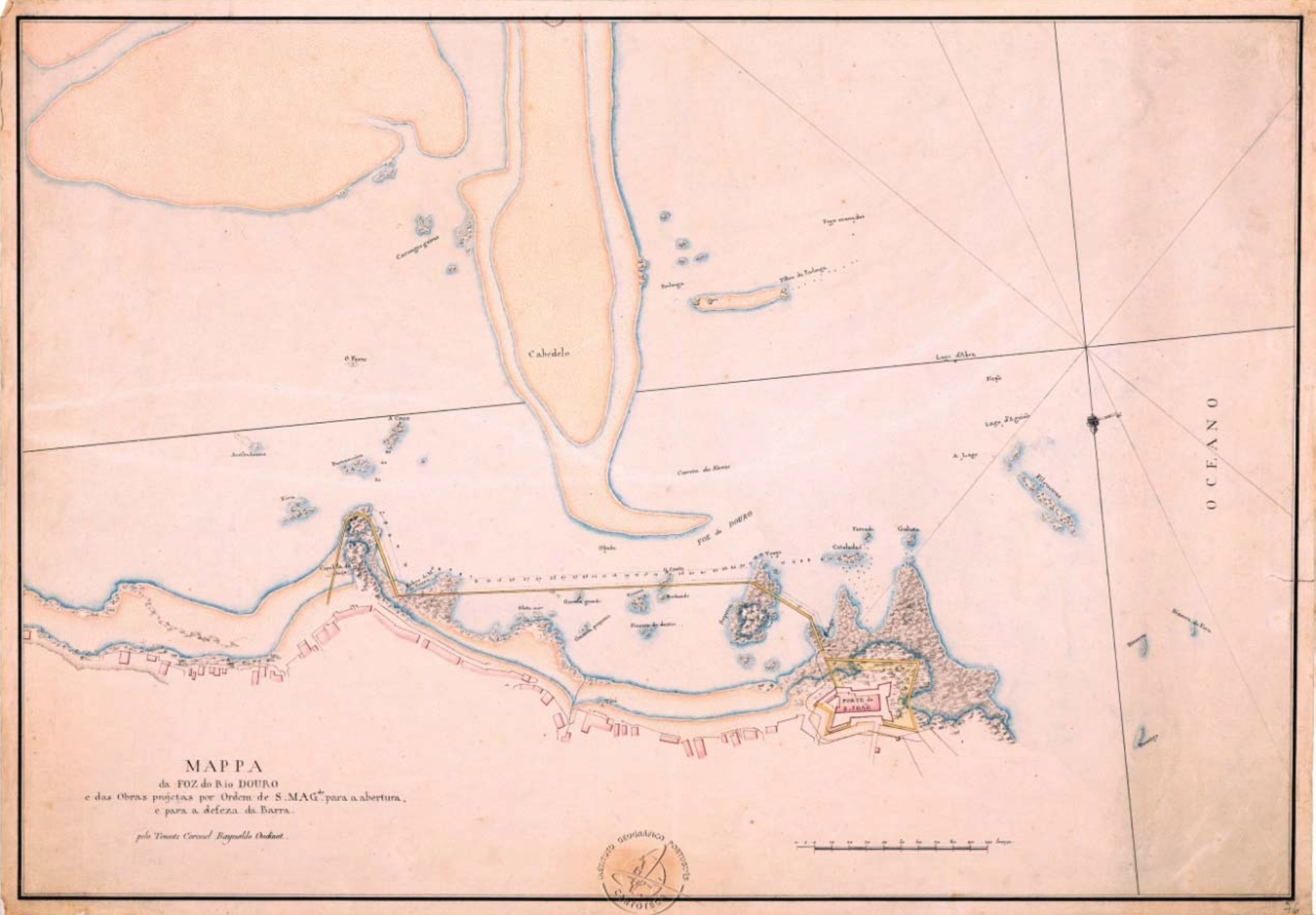
Kaart van de mond van de Douro in 1789

Porto is al eeuwenlang een havenplaats en visserijhaven voor Noord-Portugal. De haven van de stad Porto ligt in de benedenloop van de Douro en is goed beschermd tegen militaire invallen van zee en stormen. Echter, de rivierafvoer is zeer onregelmatig en langs de kust is door de zware golfslag veel zandtransport. Hierdoor verzandt de riviermond regelmatig en is het bij zware branding onmogelijk om de rivier binnen te varen. Dit geldt zeker voor grotere schepen. Aangezien het niet eenvoudig is om de monding van de Douro te stabiliseren, is halverwege de 19e eeuw besloten om een vluchthaven even ten noorden van de monding te maken, en later deze vluchthaven uit te breiden naar een handelshaven.

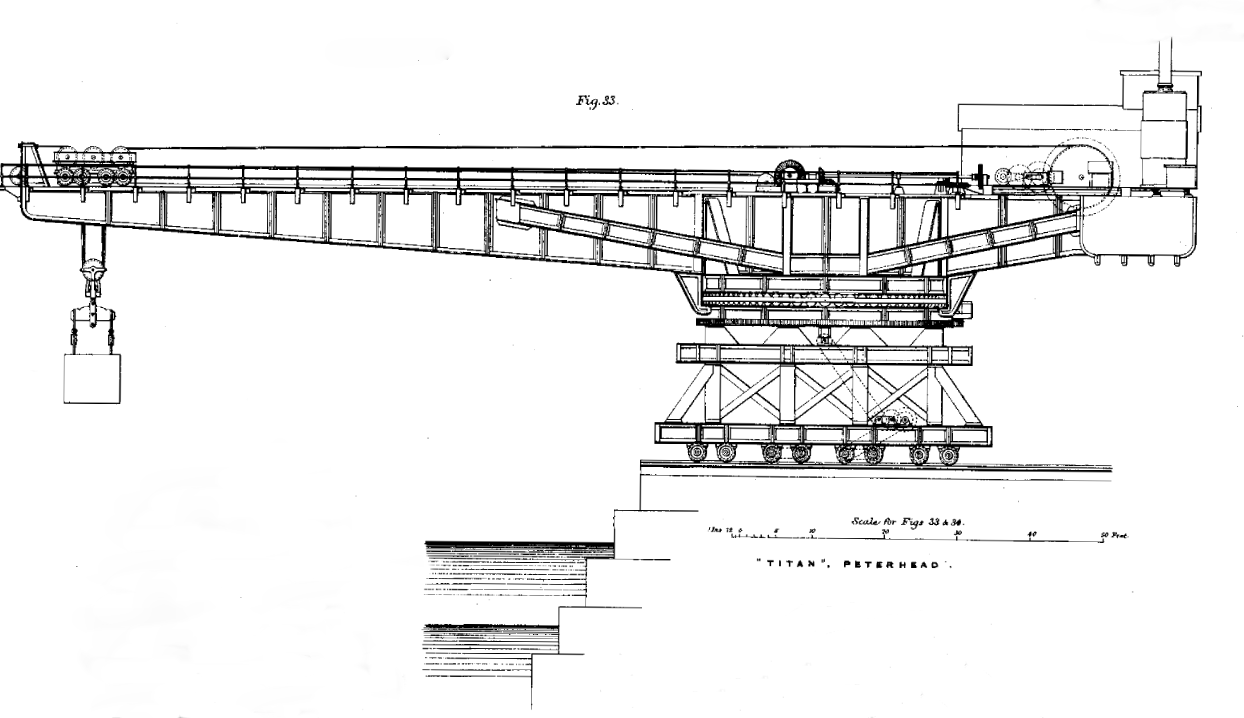
De Titankraan, zoals gebruikt in 1884

Na enkele jaren van planning en internationale concurrentie begon het werk op 13 juli 1884 voor de bouw van de noordelijken de zuidelijke golfbreker van Leixões. De eerste bouwfase werd voltooid eind 1892. De haven is zoals toen gebruikelijk was, gevormd door twee vrijwel symmetrische golfbrekers. De damlichamen werden opgebouwd met grote rotsblokken die door een tweetal Titankranen, een voor iedere pier, werden geplaatst. De beide kranen werden geleverd door de Franse firma Fives-Lille. Dergelijke kranen werden voor het werk speciaal gemaakt en ter plaatse in elkaar gezet. Meestal werd zo'n kraan niet elders hergebruikt, maar aangehouden voor onderhoud. Beide kranen zijn gerestaureerd en staan weer op de pieren die ze ooit hebben gebouwd. De stenen kwamen uit de steengroeve van São Gens in Senhora da Hora. Voor het vervoer van de stenen was een smalspoorlijn aangelegd van de steengroeve naar de kust in Matosinhos en vervolgens met een brug over de monding van de Leça naar de andere oever. Deze smalspoorlijn werd vanaf 1892 gebruikt voor regulier goederenvervoer en vanaf een jaar later ook voor reizigerstreinen. In 1940 werd deze spoorlijn wegens de havenuitbreiding landinwaarts ingekort tot Matosinhos. De lijn werd in 1965 opgeheven.
Op 16 februari 1895 werd de buitenhaven overgedragen.
In 1908 werd een plan voor conversie van de vluchthaven naar een commerciële haven gepresenteerd. Op 23 april 1913 vond de omzetting van vluchthaven naar handelshaven plaats en werd de Junta Autónoma de Instalações Marítimas do Porto Douro e Leixões gevormd. Maar pas in 1932 werd begonnen met de aanleg van het eerste havenbekken (Doca N.º 1). Het werd ingehuldigd op 4 juli 1941 met de binnenkomst van het marineschip Bartolomeu-dias. Het havenbekken heeft een lengte van 550 m en een breedte van 175 m en is uitgerust met twee kades met een totale lengte van 1.000 m. Dit bekken is aangelegd door de Nederlandsche Maatschappij voor Havenwerken, samen met de Engelse firma sir Lindsay Parkinson & Ca Ltd. te Londen. Ten tijde van dit werk is er ook schade ontstaan aan de golfbreker, hiervoor is in 1935 ir. Van den Broek van Rijkswaterstaat als adviseur naar Portugal geweest.
In 1938 is een breedspoorlijn ten behoeve van het goederenvervoer geopend. Deze 19 km lange lijn, de Linha de Leixões, loopt van Contumil aan de spoorlijn van Porto naar het noorden, naar de haven. De lijn is in 1998 geëlektrificeerd.
In 1955 werd een havenuitbreiding goedgekeurd. De bouw van het zuidelijke deel van de Doca N.º 2 vond plaats van 1957 tot 1962. In deze tijd de bouw van de eerste beweegbare brug over de haven tussen de twee havenbekkens. Nadat de brug voor voetgangers in 1959 was opengesteld, werd deze ook voor autoverkeer gebruikt vanaf 1961. Op 8 april 1961 werd de passagiersterminal op de noordelijke kade van het eerste havenbekken geopend.
Van 1962 tot 1966 was de bouw van het noordelijke deel van Doca N.º 2. De bouw van een nieuwe vissershaven von plaats van 1965 tot 1968. In 1969 werd de olieterminal van Leixões geopend. Van 1974 tot 1979 werd de noordelijke containerterminal gebouwd. De uitbreiding van het havenbekken volgde van 1974 tot 1984 met de bouw van de Doca N.º 4. In 1992 werd de jachthaven van Leixões geopend.
Op 30 juli 2007 werd de nieuwe Ponte Móvel (beweegbare brug) in gebruik genomen over het havenbekken. Deze heeft een overspanning van 86,5 m (92 m). In april 2015 werd het gebouw van de Leixões Cruise Terminal ingehuldigd. Op 15 december 2020 werd een contract ondertekend om de noordelijke golfbreker en de maritieme toegankelijkheid van de haven uit te breiden.